# Hydra (Alger)
Pour les articles homonymes, voir Hydra.
 (octobre 2010).
Si vous disposez d'ouvrages ou d'articles de référence ou si vous connaissez des sites web de qualité traitant du thème abordé ici, merci de compléter l'article en donnant les références utiles à sa vérifiabilité et en les liant à la section « Notes et références ».
Hydra est une commune de la wilaya d'Alger en Algérie, située sur les hauteurs de la ville d'Alger à 210 m d'altitude. Huppée et essentiellement résidentielle, elle abrite le siège d'une trentaine d'ambassades.

## Géographie

### Situation
Hydra est située à environ 6 km au sud-ouest du centre-ville d'Alger.
| Ben Aknoun       | Ben Aknoun, El Biar     | El Mouradia     |
| El Achour        | Hydra                   | El Mouradia     |
| El Achour Draria | Draria, Bir Mourad Raïs | Bir Mourad Raïs |

## Voie de communication et transport

### Accès routier
Pendant longtemps l'accès principal se faisait par le pont d'Hydra depuis la colonne Voirol qui se trouvait sur le passage historique de la RN1.
Aujourd'hui la commune est surtout bordée au sud par la rocade sud d'Alger qui la dessert par trois échangeurs.

### Transport en commun
Reliée au centre-ville d'Alger par trolleybus du début des années 1940 à la fin des années 1950, le centre de Hydra aujourd'hui desservie directement par deux lignes? LES 31 et 88 de l'ETUSA. Par ailleurs une gare routière appartenant à la commune se trouve à quelques dizaines de mètres du centre de Bir Mourad Raïs, elle est desservie notamment par les lignes 33 et 34 qui passent par la colonne Voirol.

## Urbanisme
À l'origine de son urbanisation au début du XXe siècle, Hydra était un plateau sur les hauteurs séparé de la ville d'Alger par le ravin de l'Oued Kniss. On y accédait par une route en lacets depuis la colonne Voirol. Ce n'est qu'après la construction d'un pont franchissant le cours d'eau que le quartier va se développer.

### Quartiers de la commune

#### Parc d'Hydra
Autour de la placette se forme le quartier central du parc d'Hydra constitué à partir des années 1930.

#### Les HLM
En contrebas du parc d'Hydra en descendant vers Sidi Yahia et Bir Mourad Raïs, plusieurs cités HLM ont été construites entre les années 1950 et 1960 : cité du Hoggar, cité du bois des pins, cité des Oasis et la cité EGA.

#### Les Crêtes

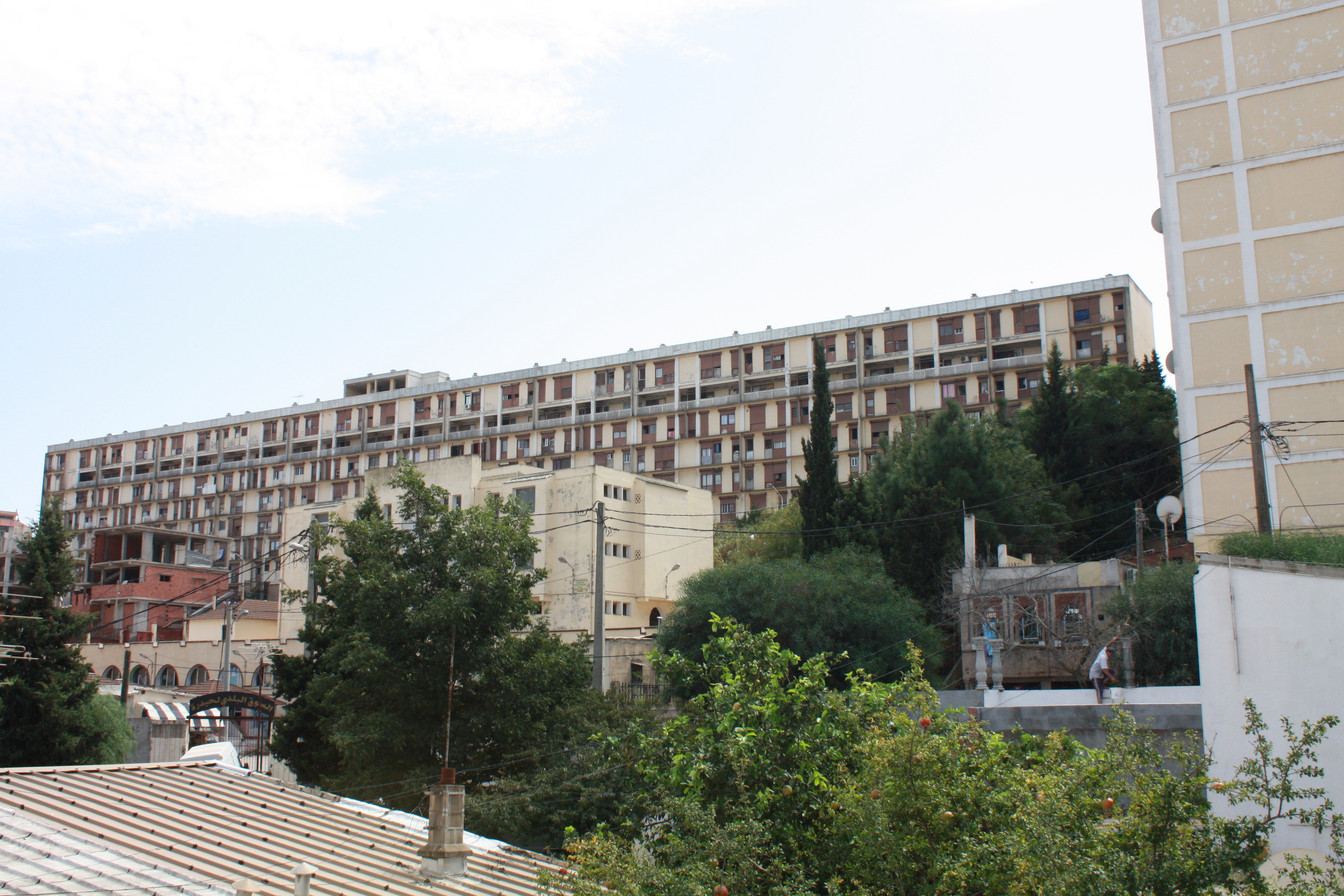
La Cité Sellier (bâtiment "noir")

À l'inverse en montant vers l'ouest s'étend le quartier des crêtes autour du jardin Olof Palme. On y trouve principalement des lotissements de standing, comme le Paradou ou les Petites provinces, mais aussi la Cité Sellier ou encore une zone d'activité.
En contrebas on trouve le quartier de Sidi Yahia aménagé à la fin des années 1990.
La cité Sellier a été construite à la fin des années 1950 (de 1957 à 1962) par les architectes Pierre-André Émery (es), Louis Miquel et Pierre Bourlier, un groupe proche du Corbusier. Ils considèrent à l'époque que les grands espaces verts publics alors promus dans les cités jardins ne sont pas adaptés au climat et aux habitudes socio-culturelles algériennes, et préconisent une densité de l'habitat, soit verticale sous forme de barres, soit horizontale sous forme d'habitat pavillonnaire au tissu resserré et entrecoupé de petits jardins individuels. La cité, inachevée en raison de l'indépendance de l'Algérie, ne suit pas exactement le projet architectural affiché. Elle comporte 800 logements, répartis dans deux barres d'habitation, et des bandes d'appartements à deux étages. La cité est baptisée en hommage à Henri Sellier.

#### Haut Hydra
Autour du château d'Hydra et son parc qui abritent aujourd'hui l'Ambassade de France s'étendent les Hauts d'Hydra où se trouve notamment le siège de Sonatrach. Au sud se trouve le quartier Djenane El Malik et au nord celui du Val d'Hydra avec notamment la Résidence Chaabani.

#### Doudou Mokhtar
Coincé entre la rocade sud et le parc zoologique, un nouveau quartier est en cours d'aménagement depuis le milieu des années 2000. Traversé par le chemin Doudou Mokhtar depuis Ben Aknoun, on y trouve la faculté de sciences politique et d'information de l'université Alger 3 ainsi qu'une résidence universitaire mais aussi un lotissement résidentiel, la madeleine, la cité 200 logements et une zone d'activité.

## Histoire

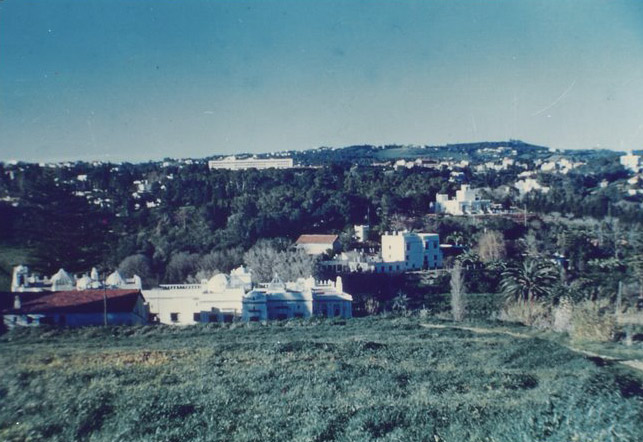
Le Val d'Hydra ou vieil Hydra en 1954

Cette partie du territoire d'Alger se trouve sur les hauteurs, à l'époque ottomane on y trouvait des djnans, c'est-à-dire de belles demeures autour d'un domaine.
Le plus ancien édifice de la commune est le Château d'Hydra (Bordj Hydra) élevé au XVIIIe siècle par Ali, l'agha des spahis. Cette maison hispano-mauresque, siège actuel de l'ambassade de France, a donné son nom au quartier.
En 1830, lors du débarquement du maréchal de Bourmont sur le sol algérien, il avait choisi une résidence située à Val d'Hydra pour établir son Quartier général.
Au début du XXe siècle les propriétaires du château d'Hydra vendent 100 hectares de vignes du plateau d'Hydra pour l'aménagement du lotissement du Parc d'Hydra. En 1925, est construit le pont d'Hydra et percée la tranchée qui permettent un accès direct depuis la colonne Voirol qui va accélérer l'urbanisation du quartier et la construction de villas à l'architecture moderne.
Bien qu'ayant fait partie des arrondissements de la ville d'Alger depuis les années 1950, la commune d'Hydra n'est créée qu'en 1984 à partir de territoires soustraits des communes de Bir Mourad Rais et El Biar.

## Patrimoine

### Pont d'Hydra

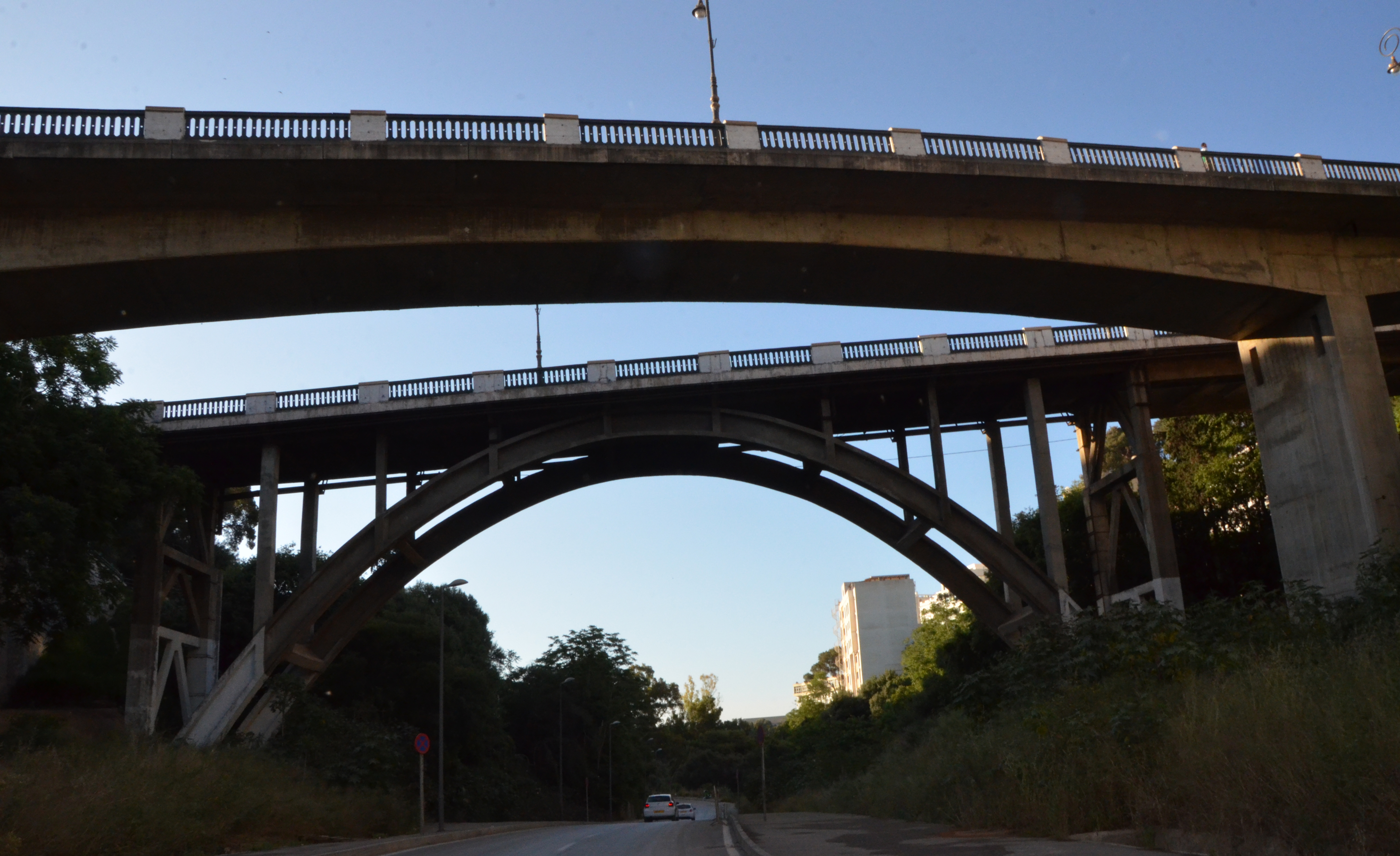
Les deux ponts d'Hydra

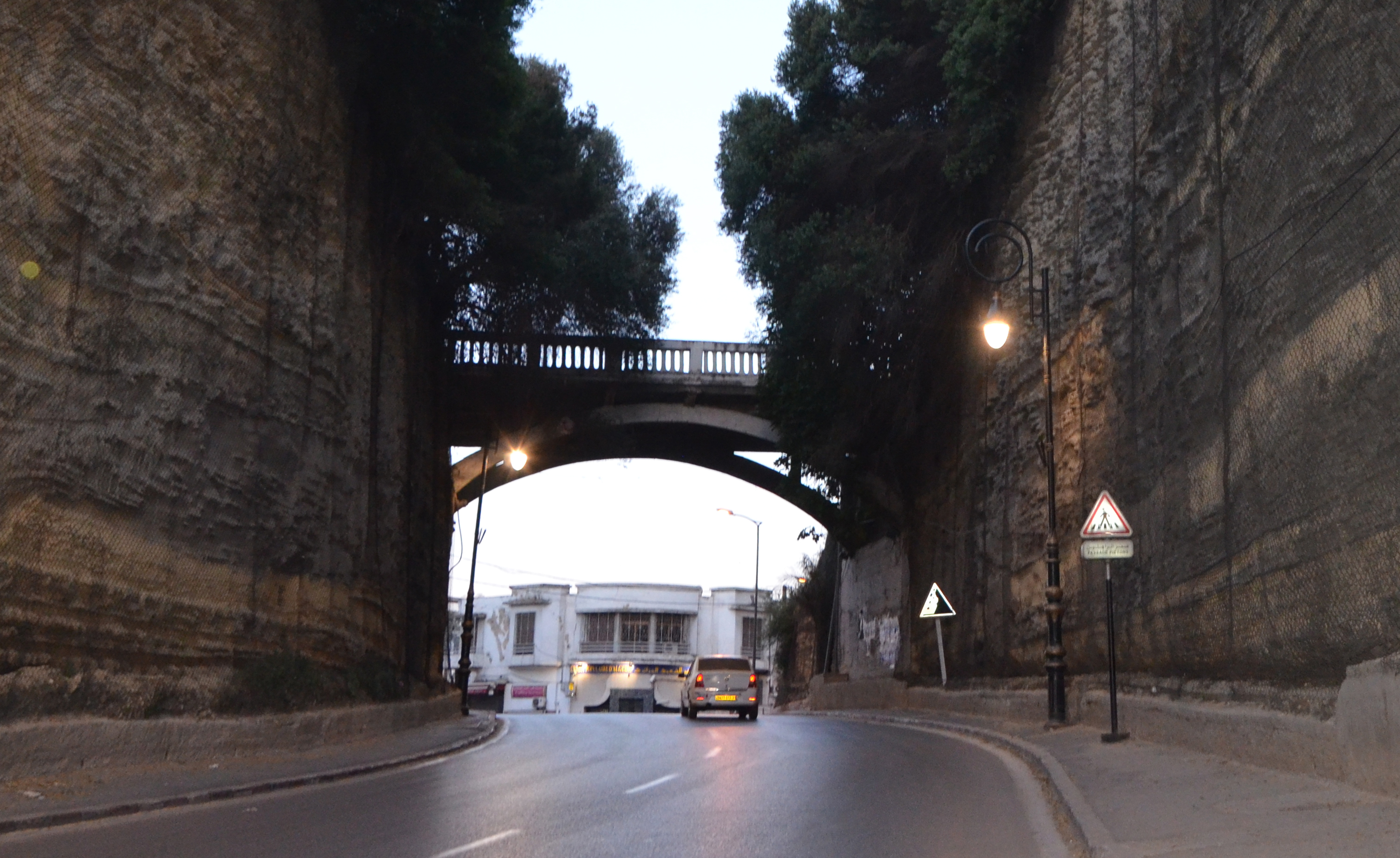
Tranchée d'accès à Hydra

Le premier pont d'Hydra a été réalisé en 1925 pour permettre de franchir l'Oued Kniss et accéder directement au plateau d'Hydra après le percement d'une tranchée dans la roche. Le pont a été doublé après l'indépendance à cause du trafic routier.

### Aqueduc d'Ain-Zeboudja
Une partie de l'aqueduc d'Ain Zeboudja est encore visible, au niveau du Val d'Hydra (cité Chabani) derrière le ministère de l'énergie et des mines et qui est l'un des plus grands aqueducs approvisionnant les fontaines d'Alger durant l’ère ottomane, il fut construit entre 1619 et 1639, d'une longueur de 12 km, il avait la capacité de rassembler les eaux de sources venant de Dely Brahim et de Ben Aknoun de manière à les diriger vers la casbah dans le but d'alimenter la citadelle et quatorze fontaines de la vieille ville. Aujourd'hui, il est considéré comme l'un des plus importants vestiges du système hydraulique utilisé durant le temps de la Régence d'Alger .

## Démographie
| 1987   | 1998   | 2008   |
| ------ | ------ | ------ |
| 34 355 | 35 727 | 31 133 |

### Éducation

#### Enseignement scolaire
- 9 écoles primaires publiques
- 2 collèges d'enseignement moyen (CEM) :
  - CEM Colonel Athmane
  - CEM Fatma Hadj Ahmed
- 1 lycée public
  - Lycée Said Hamdine

#### Enseignement professionnel
- Siège du Centre National d'Enseignement Professionnel à Distance (CNEPD).
- CFPA du Paradou (annexe de celui d'El Achour).
- Annexe INSFP Bois des Pins.

#### Enseignement supérieur
- École nationale d'administration
- Higher Institute of Sciences[8].
- Anciennne École japonaise d'Alger (アルジェ日本人学校 Aruje Nihonjin Gakkō), une des écoles japonaises à l'étranger entre 1977 et 1993[9],[10].

### Santé
- Clinique El Chiffa
- SAMU d'Alger

### Lieux de culte

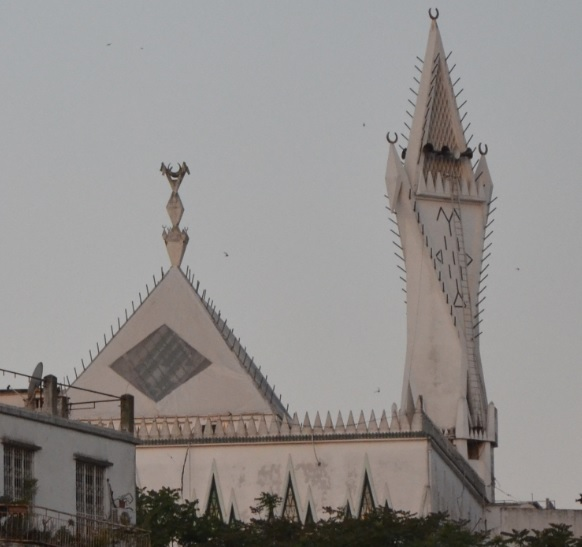
Minaret de la mosquée al-Qods d'Hydra

- 3 mosquées
  - Mosquée al-Qods
  - Mosquée El Ghazali
  - Mosquée Djenane El Malik
- 1 église
  - Église Notre Dame de Lourdes

## Économie
La commune est l'une des plus riches du pays, elle compte notamment :
- la direction générale du groupe Sonatrach.
- Une petite zone d'activité contenant plusieurs sièges sociaux (Alnaft, entreprises pharm, clinique el chifa...)
- Siège social de l'assurance macir vie[11]
- Siège du groupe public SONAREM
- Siège du groupe star of desert[12]

## Bâtiments officiels
- le siège de deux ministères (ministère de l'énergie et des mines au niveau de la résidence Chaabani, le ministère des Affaires religieuses et des Wakfs, 4 rue de Timgad[13])

une trentaine d'Ambassades :
- Ambassade de Suède
- Ambassade de France
- Ambassade du Canada

## Vie quotidienne

### Sport
- Paradou AC, Paradou Athletic Club
- Hydra AC, Hydra Athletic Club
- RC Hydra, Racing Club de Hydra

### Administration
| Période                                  | Période | Identité    | Étiquette | Qualité |
| ---------------------------------------- | ------- | ----------- | --------- | ------- |
| 2012                                     | 2017    | فرحات نصورا |           | P/APC   |
| Les données manquantes sont à compléter. |         |             |           |         |

## Personnalités liées à Hydra
- Nahla El Fatiha Naili, est une sculptrice et artiste plasticienne algérienne.
- Mehdi Litim, est un diplomate algérien et ancien joueur du Hydra Athletic Club.
- Yanil Ait Ali Yahia, est un judoka et boxeur algérien. Son grand-oncle est le journaliste et artiste-peintre Djaffar Benmesbah.